# Squaw Lake
Squaw Lake is een plaats (city) in de Amerikaanse staat Minnesota, en valt bestuurlijk gezien onder Itasca County.

## Demografie
Bij de volkstelling in 2000 werd het aantal inwoners vastgesteld op 99.
In 2006 is het aantal inwoners door het United States Census Bureau geschat op 96, een daling van 3 (-3,0%).

## Geografie
Volgens het United States Census Bureau beslaat de plaats een oppervlakte van
2,2 km², waarvan 2,1 km² land en 0,1 km² water. Squaw Lake ligt op ongeveer 408 m boven zeeniveau.

## Plaatsen in de nabije omgeving
De onderstaande figuur toont nabijgelegen plaatsen in een straal van 36 km rond Squaw Lake.